# Woodland Hills (Utah)
Woodland Hills je město v okresu Utah County ve státě Utah ve Spojených státech amerických. K roku 2010 zde žilo 1 344 obyvatel. S celkovou rozlohou 5,2 km² byla hustota zalidnění 260 obyvatel na km².